# Ailsbach (Püttlach)
Der Ailsbach oder Aßbach ist ein mit seinem längeren linken Oberlaufstrang etwa 19 km langer rechter Zufluss der unteren Püttlach in der Fränkischen Schweiz in Bayern.

## Geographie

### Oberläufe
Der Ailsbach entsteht nordwestlich von Ahorntal-Freiahorn auf 394,7 m ü. NHN durch den Zusammenfluss von rechtem Körzendorfer Bach und linkem Gereuther Aßbach, die beide unweit voneinander am Nordostrand des kesselartig von Höhenzügen eingefassten sogenannten Ahorntales entstehen. Der Gereuther Aßbach hat dabei zusammen mit seinem Haupt-Quellast Pulvergraben die größere Länge, während der Körzendorfer Bach durch den ihm spät von rechts zufließenden Vogelsbach das größere Teileinzugsgebiet beibringt.

### Verlauf
Der zunächst auch noch Aßbach genannte Ailsbach fließt in der südlichen Zuflussrichtung des Körzendorfer Bachs an Freiahorn vorbei und biegt dann gleich auf Südwestlauf. Er nimmt auf 387 m ü. NHN von Westen den Harbach auf, fließt an Christanz am linken und dann am Gemeindesitz Kirchahorn am rechten Ufer vorbei und erhält an der Schweinsmühle durch den von Norden kommenden Gartentalbach seinen letzten offenen Zufluss.
Danach tritt er aus dem gewässerreichen Ahorntal, das im zentralen Teil von Schwarzjura, am Umring von Braunjura gebildet ist, in sein enges Tal im verkarsteten Weißjura ein, wo nur noch Trockentäler zulaufen. Ab dem größten Ort Oberailsfeld in diesem längeren Laufabschnitt wird er nur noch Ailsbach genannt. Wenig danach tritt er ins Gemeindegebiet von Markt Gößweinstein im Landkreis Forchheim über. Nach dessen links am Lauf gelegenem Dorf Unterailsfeld wendet er sich auf völlig siedlungsfreien, noch etwa drei Kilometer langen Südlauf. An dessen Ende mündet er auf etwa 323 m ü. NHN bei Behringersmühle von rechts in die von Osten kommende Püttlach, die nur wenig weiter abwärts in die Wiesent fließt.
Der Gesamtstrang des Ailsbachs aus Pulvergraben, Gereuther Aßbach und schließlich Ailsbach selbst ist 19,1 km lang und mündet etwa 180 Höhenmeter unter der Pulverbrunnen genannten Quelle des Pulvergrabens, was einem mittleren Sohlgefälle von etwa 9,4 ‰ entspricht.

### Einzugsgebiet
Das Einzugsgebiet des Ailsbachs umfasst fast 55 km². Naturräumlich gesehen liegt es zur Gänze im Unterraum Doggersandstein-Alb der Nördlichen Frankenalb. Sein mit 613 m ü. NHN höchster Punkt ist der Gipfel der einen Aussichtsturm tragenden Platte bei Hohenmirsberg etwa am Mittelpunkt der südöstlichen Wasserscheide.
Reihum grenzen die Einzugsgebiete der folgenden Nachbargewässer an:
- An der Nordseite entwässert der linke Hauptstrang-Oberlaufs Weides der Truppach die andere Kammseite, welche zuoberst zur Wiesent entwässert.
- Der langen Nordwestseite läuft bis etwa zum Weißen Berg bei Waischenfeld-Hannberg der Zeubach nahe parallel, der dann der Wiesent weiter abwärts zufließt.
- Im weiteren Verlauf der langen nordwestlichen und dann der kürzeren westlichen Wasserscheide bis fast zur Mündung läuft die Wiesent selbst nahe außerhalb, ohne offene Zuflüsse von der Scheide her aufzunehmen.
- im Südosten grenzt sehr lange Einzugsgebiet des Oberlaufs der Püttlach von der Ailsbach-Zumündung bis fast hinauf zur Quelle der Pütlach an, welche hier auf der ersten Hälfte bis zur Hohenmirsberger Platte nur wenige, danach bis etwa nach Hummeltal-Muthmannsreuth mehr, aber ebenso kurze Zuflüssen vom Kamm her empfängt.
- Hinter der nordwestlichen Scheide nahe dem Gipfel der Hohen Manne (577 m ü. NHN) liegt das obere Einzugsgebiet der Mistel, die in den Roten Main mündet; dieses nur kurze Stück der Gesamtwasserscheide ist als Teil der Wasserscheide zwischen Obermain und Regnitz deshalb ihr hydrologisch bedeutendster Abschnitt.

### Zuflüsse und Trockentäler
Hierarchische Auswahl:
- Gereuther Aßbach (linker Oberlauf)
  - Pulvergraben (Gereuther Aßbach) (rechter Oberlauf)
  - Assbach[5] (linker Oberlauf)
- Körzendorfer Bach (rechter Oberlauf)
  - Vogelsbach (rechts, bei Hundshof)
    - Steinbach (rechts, vor Hundshof)
- Harbach (links)
  - Lochbrunnenbach (rechter Oberlauf, bis Poppendorf)
  - Hainbrunnbach (linker Oberlauf, bis Poppendorf)
  - Häberleinsbach (links, nach Poppendorf)
  - Öpplesbach (links, nahe Christanz)
- Gartentalbach (rechts, an der Schweinsmühle)
- Kreuzgraben (links, Trockental, vor Oberailsfeld)
- Michelsgraben (rechts, Trockental, in Oberailsfeld)
- Hammergraben (rechts, Trockental, vor Unterailsfeld)
- Hesselstal (links, Trockental)

## Einzelnachweise

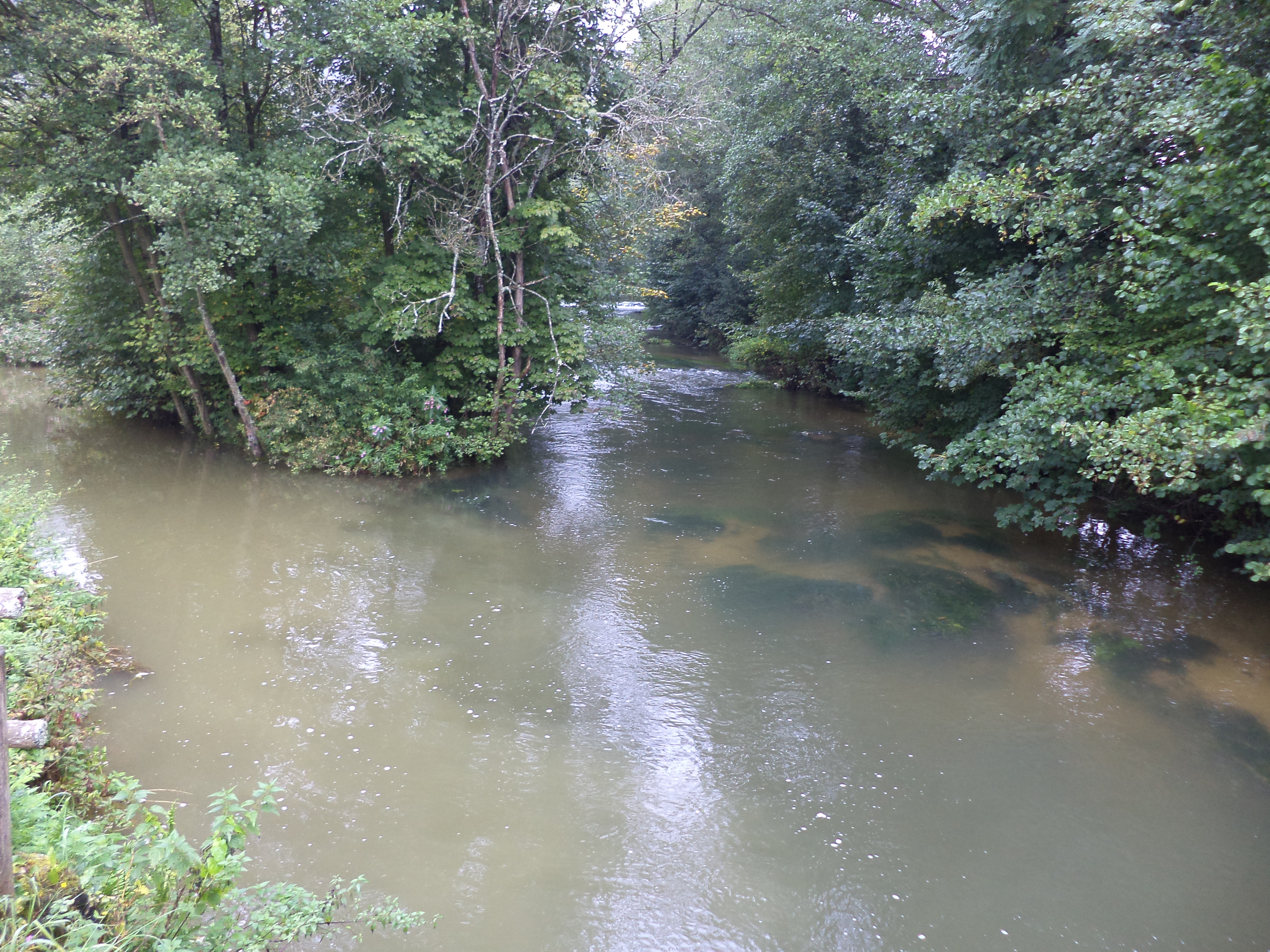
Der Ailsbach (links) mündet in die Püttlach (von hinten nach vorne)